# Nicetas (guvernör)
Nicetas, död efter 618, var en östromersk (bysantinsk) ämbetshavare. Han var guvernör i Egypten 610–618. 